# Калганов Олексій Нестерович
Олексій Несторович Калганов (1921—1990) — командир гармати 282-го гвардійського винищувально-протитанкового артилерійського полку 3-ї гвардійської окремої винищувально-протитанкової артилерійської бригади 5-ї ударної армії 1-го Білоруського фронту, Герой Радянського Союзу.

## Біографія
Народився 21 березня 1921 року в селі Новий Куганак нині Кармаскалинського району Башкортостану в селянській родині.
Закінчив 7 класів школи, потім працював у колгоспі.
На фронті Другої світової війни з травня 1942 року. Воював на Воронезькому, Брянському, Центральному, 1-му Білоруському фронтах. Був поранений, контужений.
Відзначився в боях на підступах до Берліна й у вуличних боях у місті. 23-25 квітня 1945 року з розрахунком прямою наводкою знищив 2 танки, 3 зенітні гармати, 2 кулемети, 15 фаустників, групу автоматників. В одному з боїв був поранений, але залишився в строю, підпалив ще 2 танки і знищив кілька фашистських солдатів.
Звання Героя Радянського Союзу присвоєно 31 травня 1945 року за зразкове виконання бойових завдань командування і проявлені мужність і героїзм.
У 1946 році демобілізований. Закінчив партшколу керівних працівників сільського господарства. У 1967 році приїхав в Уфу, працював на Уфимському вітамінному заводі.
Помер 16 квітня 1990 року. Похований в Уфі.

## Нагороди
- Медаль «Золота Зірка» Героя Радянського Союзу (31.05.1945)
- Орден Леніна
- Орден Вітчизняної війни II ступеня (18.07.1943)
- Орден Слави III ступеня (20.07.1944)
- Орден Слави II ступеня (25.03.1945)
- Орден Червоного Прапора (21.04.1945)
- Орден Вітчизняної війни I ступеня (06.04.1985)